# Methylnonylketon
Methylnonylketon of 2-undecanon  is een alifatisch keton. De stof komt in de natuur voor, vooral als bestanddeel van de etherische olie van wijnruit (Ruta graveolens). Ze is een kleurloze tot lichtgele vloeistof met een vrij hoog smeltpunt van 15°C. Ze heeft een sterke geur. Ze wordt ook synthetisch bereid. 

## Toepassingen
Methylnonylketon wordt toegepast als afweerstof voor insecten, honden en katten. De geur werkt afstotend maar is niet schadelijk voor de dieren. Een typische toepassing zijn verstuivers of spuitbussen met methylnonylketon om te verspuiten op de plekken in en rond het huis waar men de kat of hond niet wenst.
De stof wordt ook aan parfummengsels toegevoegd.